# Arvid Adolf Etholén

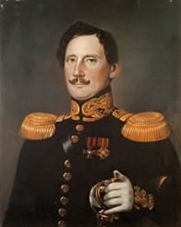
Arvid Adolf Etholén

Arvid Adolf Etholén, även känd som Adolf Etolin (ryska: Адольф Карлович Этолин, Adolf Karlovitj Etolin), född den 9 januari 1794 i Helsingfors, död den 29 mars 1876 i Elimä, var en finländsk sjöofficer i rysk tjänst och upptäcktsresande, under många år i Rysk-amerikanska kompaniets tjänst och en period guvernör över Ryska Amerika.

## Karriär
Etholén var son till köpmannen Carl Gustaf Etholén och Catharina Fredrika Neukirch samt gifte sig 1839 med Hedvig Johanna Margaretha Sundvall. Han började sitt yrkesliv i den ryska handelsflottan. Han blev 1817 gardemarin (flaggkadett) vid den ryska örlogsflottan och inträdde följande år i rysk-amerikanska handelskompaniets tjänst. 1824 blev han befordrad till ansvarsstyrman i XIV rangklassen (fänriks vederlike). Etholén befordrades till underlöjtnant vid flottan 1826,  till löjtnant 1831, till kaptenlöjtnant 1832, till kapten av andra rangen (kommendörkapten) 1838, till kapten av första rangen 1840 (kommendör) och erhöll 1847 konteramirals avsked. Han kvarstod i rysk-amerikanska kompaniets tjänst till 1859 och adlades 1856. För sina insatser belönades han med Sankt Annas orden tredje och andra klass, Sankt Vladimirs orden tredje och andra klass samt Sankt Stanislaus orden första klass.

## Upptäcktsresande
Som nyutmämnd flaggkadett kommenderades Etholén 1817 att under Vasilij Golovnin delta i en världsomsegling med örlogsslupen Kamtjatka. I Novo-Archangelsk fick han dock tjänstledigt för att övergå i rysk-amerikanska kompaniets tjänst. Som skeppskamrater på Kamtjakta fanns de sedermera berömda upptäcktsresandena Fjodor Litke och Ferdinand von Wrangel. Etholén kom sedan att delta och organisera ett tiotal forsknings- och handelsresor utmed den nordamerikanska västkusten, bl.a. namngav han Vancouver. När han besökte Åbo 1825 skänkte han en värdefull samling etnografiska föremål från nordvästra Amerika, Aleuterna och Söderhavsöarna till Åbo akademi. Men dessa förstördes i branden 1827. År 1847 donerade han en ny samling till Helsingfors universitet, som numera återfinns på Finlands nationalmuseum.

## Guvernör
Från 1838 till 1845 var Etholén guvernör över de ryska besittningarna i Nordamerika. Han var stationerad i Sitka. År 1847 blev han ledamot i Rysk-amerikanska handelskompaniets överstyrelse i Sankt Petersburg, en befattning som han innehade till 1859.

## Ortnamn
I Alaska i  Alexanderarkipelagen återfinns Etolin Island, som är uppkallad efter Etholén, så även en halvö på Urup-ön i Kurilerna, en halvö och en vik på Nunivak Island vid Yukonflodens mynning samt Etolin Street i Sitka.

## Utmärkelser
- Sankt Annas orden, tredje klass,  1834[1]
- Sankt Vladimirs orden, fjärde klassen,  1838[1]
- Sankt Annas orden, andra klass,  1846[1]
- Sankt Vladimirs orden, tredje klass,  1853[1]
- Sankt Stanislausorden, första klassen,  1860[1]

[Redigera Wikidata]